# Alexandre-Jacques Chantron
Alexandre-Jacques Chantron (Nantes, 28 de janeiro de 1842 - Nates, 3 de janeiro de 1918) foi um pintor é fotógrafo francês.

## Biografia
Influenciado por François-Édouard Picot, William Bouguereau e Tony Robert-Fleury, ele recebeu uma medalha de segunda classe no Salão de artistas franceses em 1902.

## Galeria

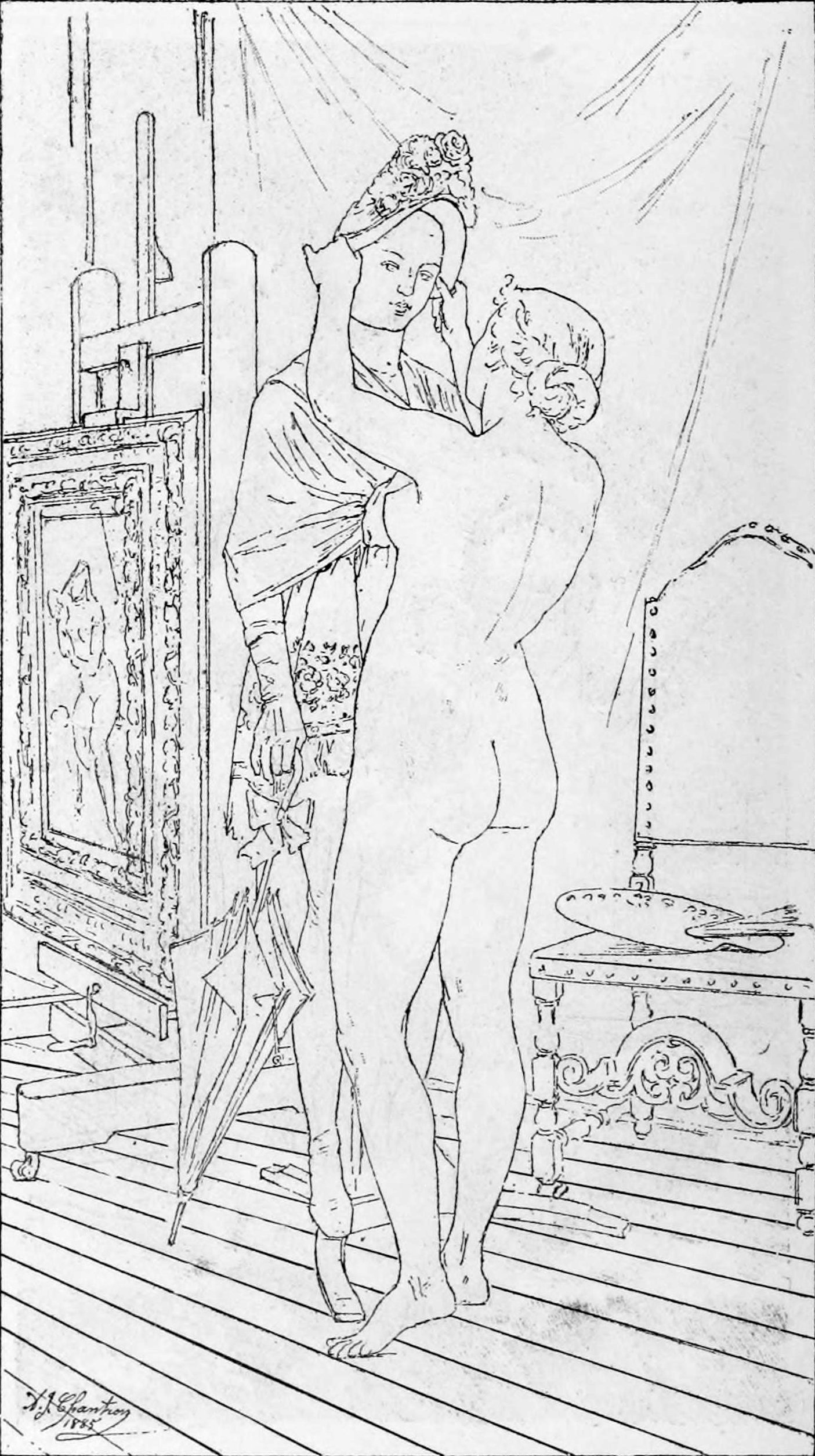
O banheiro do modelo (1885)
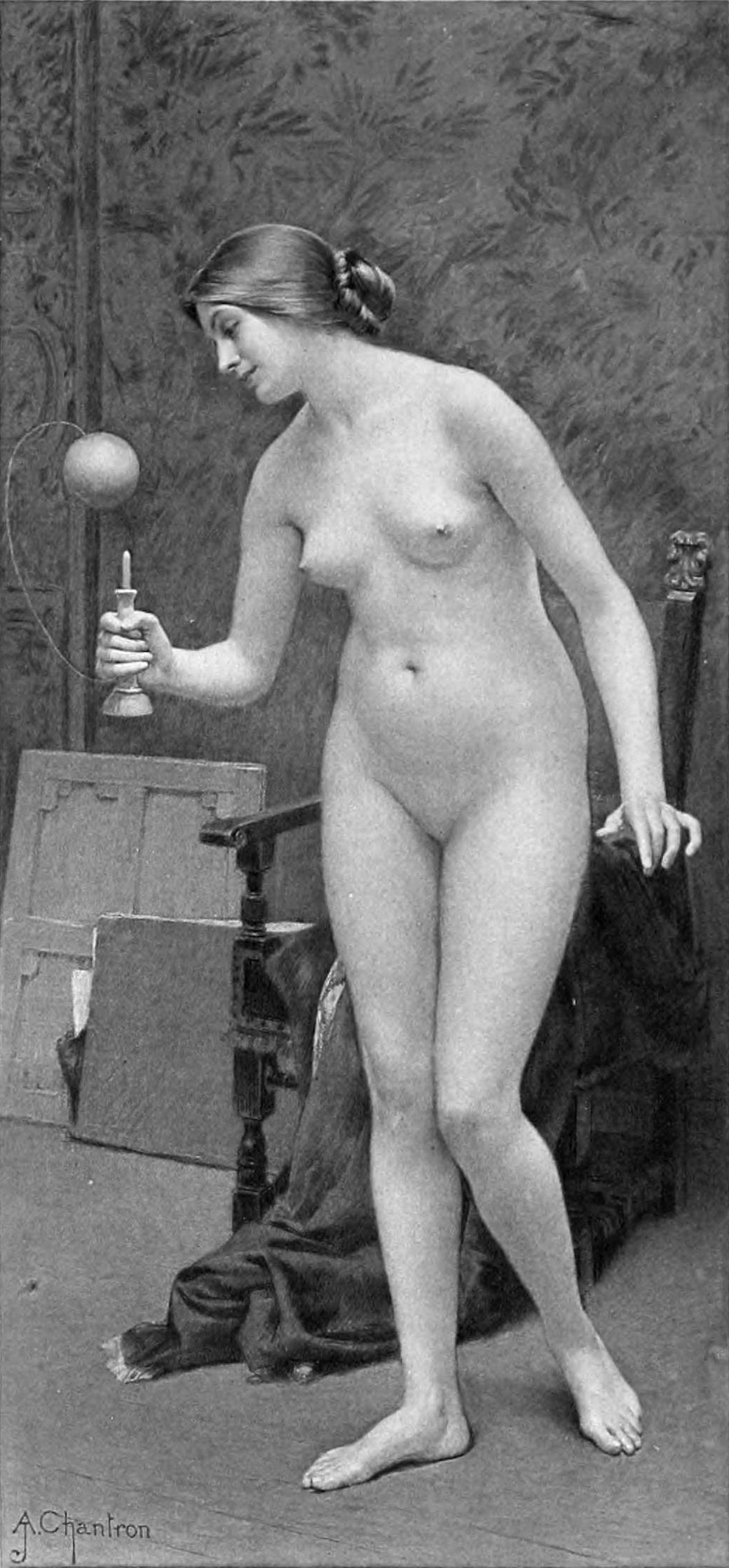
Mulher com Bilboquet (1895)
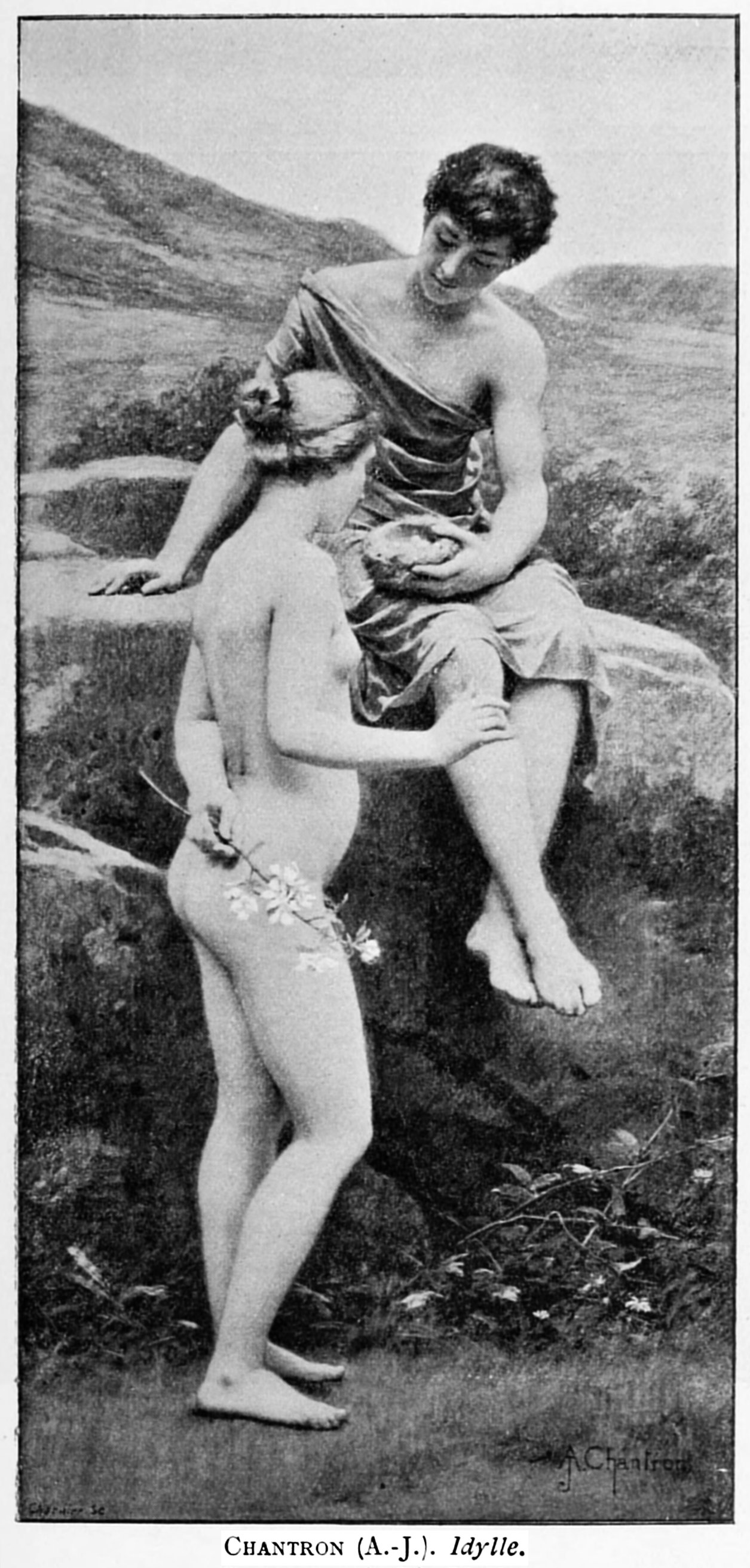
Idílio (1897)
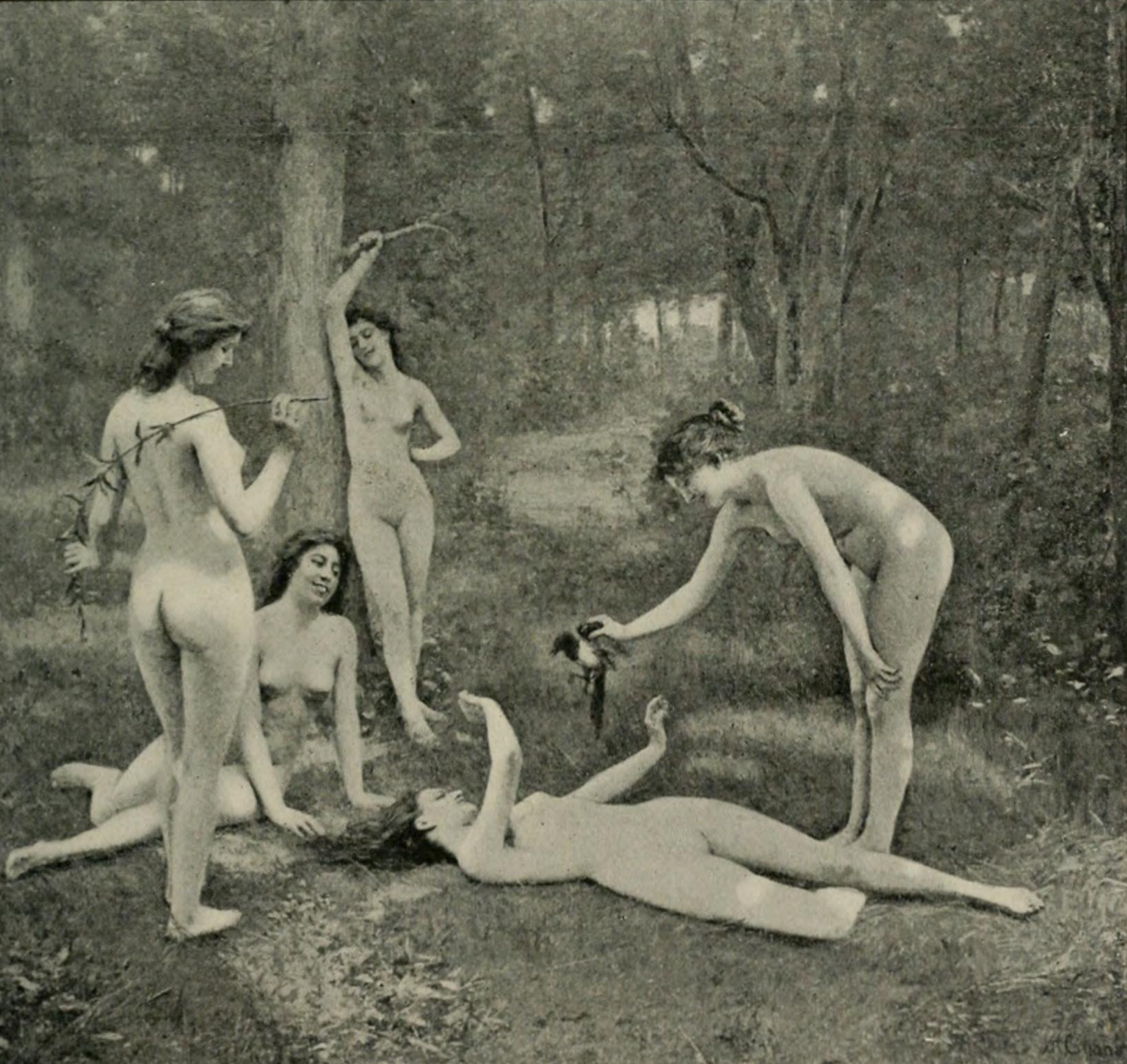
Ninfas se divertindo (1901)
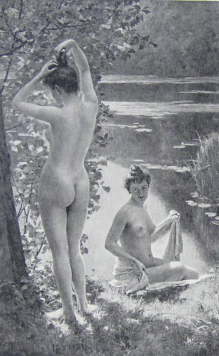
Prazeres do verão (1907)
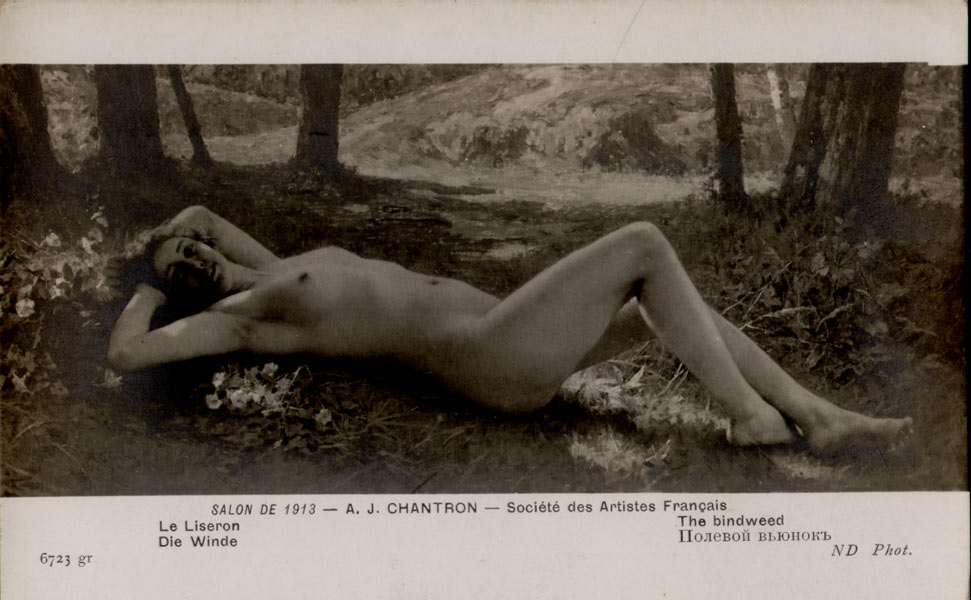
Le Liseron (Salão de artistas franceses, 1913)
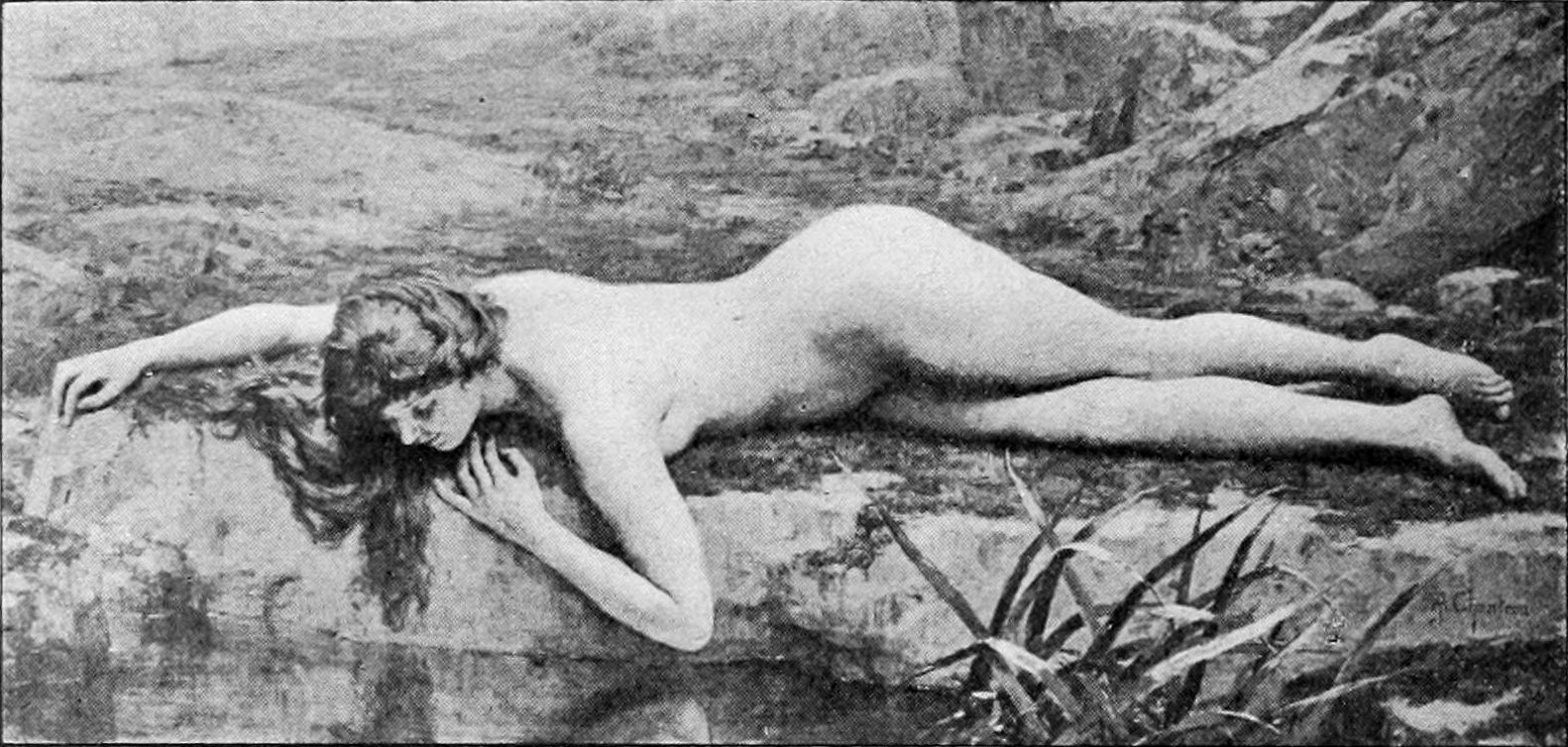
O Primeiro Espelho

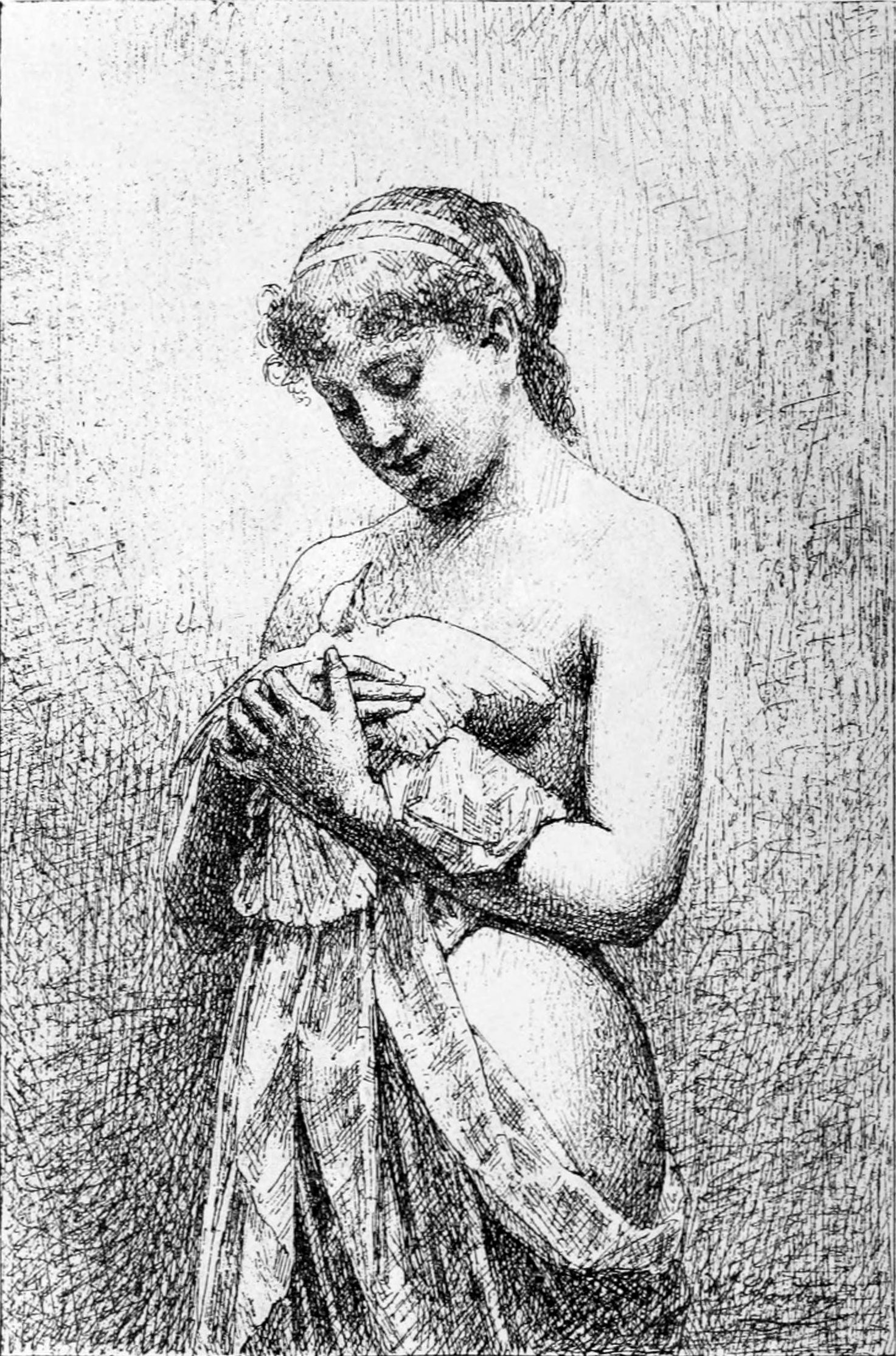
Menina com pomba
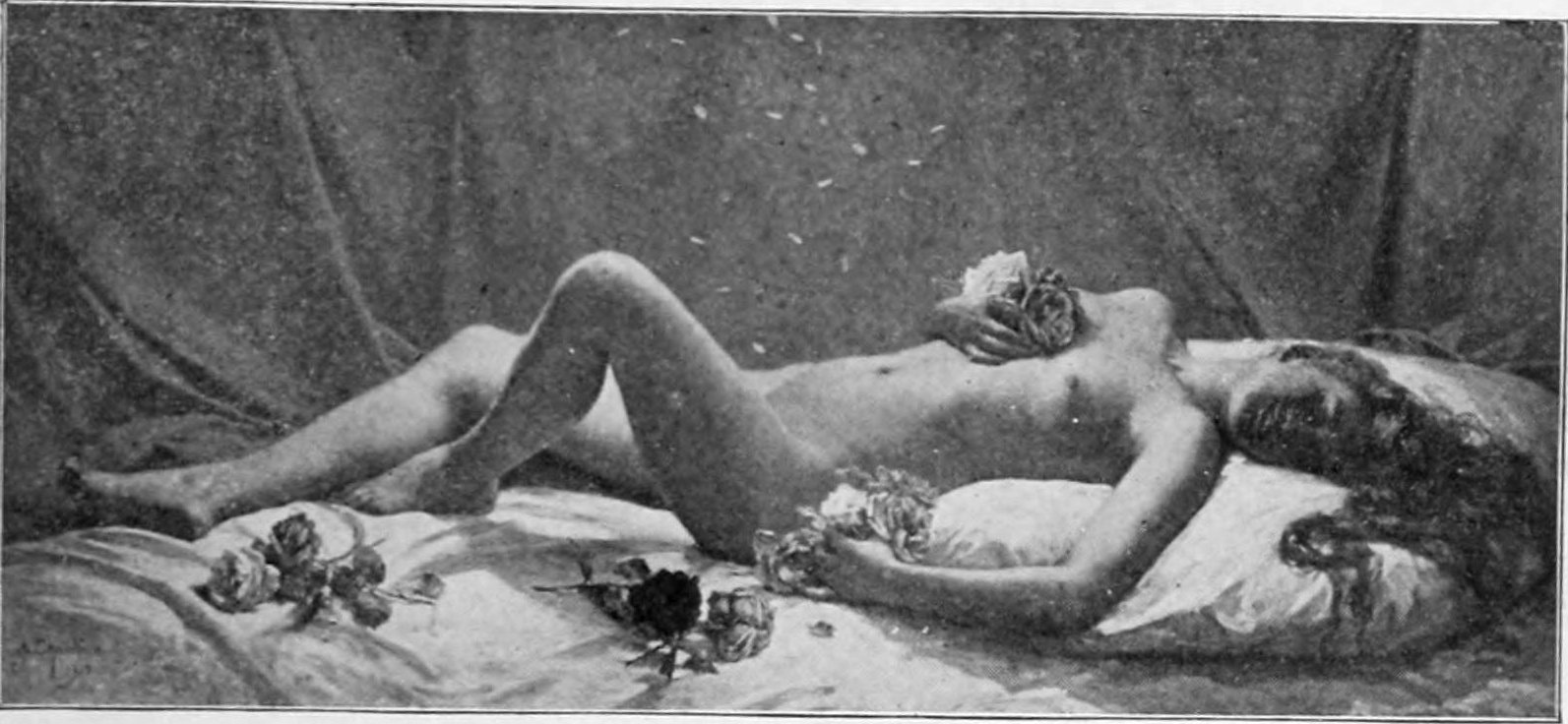
Danae
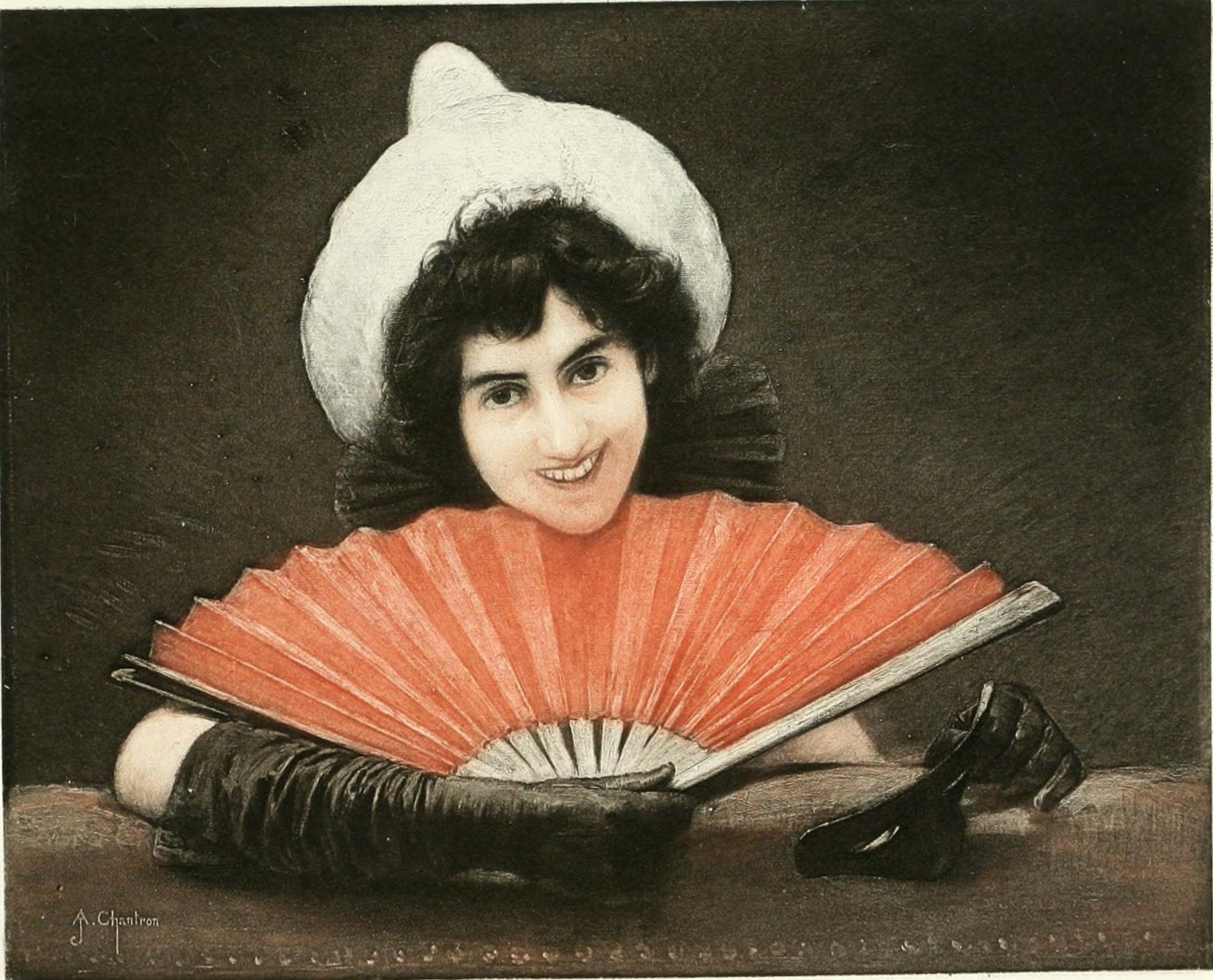
Pierrette
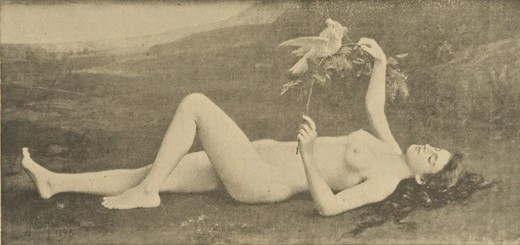
Primavera
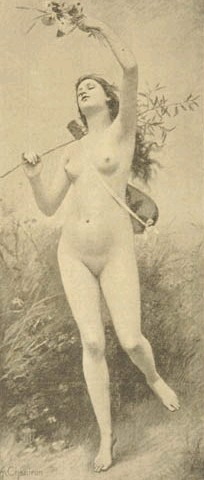
A cigarra

## Museus
- Museu de Belas Artes de Calais: A borboleta
- Museu de Artes de Nantes: Crisântemos, Peixes (1871), Le Repos (1886), Les Feuilles mortes (1902)
- Museu de Belas Artes de Rennes: Danaë, (1891) [2]